# Nooruddin Azizi
Nooruddin Azizi (Distrito de Khenj, Siglo XX) es un empresario y político afgano, actual Ministro de Comercio e Industria de ese país.

## Biografía
Azizi, hijo del también empresario Alhaj Gulbuddin Azizi, nació en la aldea Dasht-e-Rewat, ubicada en el distrito de Khenj, en la provincia de Panshir, en el seno de una familia religiosa y de gran influencia comercial.
Comenzó su educación en su pueblo natal, para después completar su educación secundaria en el Instituto Zabihullah Shaheed en Kabul. Durante la invasión soviética de Afganistán, su familia colaboró en la financiación de la resistencia muyahidín, así como asistió a los refugiados producto del conflicto.
Las empresas de Azizi forman parte del sector minero, y han establecido oficinas en países como Brasil, Tailandia, Pakistán, Estados Unidos, India, China, Emiratos Árabes Unidos, Zimbabue, Nigeria, Tayikistán, Etiopía, Hong Kong y demás países europeos.
El 21 de septiembre de 2021 fue designado como Ministro de Comercio e Industria del nuevo régimen talibán.